# Danois de l'Eider
L'expression Danois de l'Eider désigne les libéraux-nationaux danois au XIXe siècle qui veulent intégrer le duché du Schleswig à la couronne danoise. Le fleuve Eider devait être pour eux la nouvelle frontière germano-danoise. Le Programme de l'Eider formulé en 1842 par Orla Lehmann est la base de ce que l'on a appelé par la suite, la politique de l'Eider.
Le slogan de Lehmann qui résume la politique de l'Eider est « Danmark til Ejderen! », soit « Le Danemark jusqu'à l'Eider! ».
Avec le Levensau, l'Eider marque la frontière sud du duché de Schleswig et également la frontière nord de la Confédération germanique. Le Schleswig est alors un fief du Royaume du Danemark et le Holstein un État-membre de la Confédération germanique. Avec la revendication de l'intégration totale du Schleswig au royaume danois, les Danois de l'Eider s'opposent aux libéraux-nationaux allemands qui veulent que le Schleswig et le Holstein fassent partie de la Confédération en formant une région autonome. Les deux mouvances politiques se rejoignent toutefois dans leurs aspirations politique libérales.
Jusqu'en 1848, le gouvernement de Copenhague conservateur et paternaliste s'opposent aux Danois de l'Eider et veut préserver l'intégrité du royaume danois, y compris les duchés de Schleswig et de Holstein. Après la mort de Christian VIII le 20 janvier 1848, les Danois de l'Eider harcèlent le nouveau roi Frédéric VII afin que celui-ci proclame une nouvelle constitution reprenant leurs revendications. Toutefois, le gouvernement a d'autres projets. Le 28 janvier, l'édit de Constitution est proclamé. 52 représentants de l'ensemble de l'empire doivent être convoqués afin de réfléchir à une transition vers une constitution libre. Ces hommes doivent en partie être élus parmi les États-généraux, en partie par le roi, les universités, le clergé et les chevaliers et cela de telle sorte que les duchés de Schleswig, de Holstein et de Saxe-Lauenburg obtiennent le même nombre de sièges que le reste du royaume du Danemark 
En mars 1848, le roi se voit obligé de nommer un nouveau gouvernement libéral-national avec une forte tendance "danoise de l'Eider". Ce gouvernement essaie alors de rallier le Schleswig au royaume. Les forces conservatrices et libérale-nationale allemandes réagissent en se soulevant au cri de Up ewig ungedeelt (À jamais unifié).
Le Danemark sort victorieux de la guerre du Schleswig-Holstein de 1851. L'indépendance du Schleswig est toutefois garantie par le Traité de Londres. Au début des années 1860, les Danois de l'Eider obtiennent à nouveau le contrôle sur le gouvernement royal de Copenhague. La danification forcée du Schleswig tout comme les tentatives d'intégration au royaume danois conduisent à la Guerre des Duchés qui s'achève par l'annexion prusso-autrichienne des deux duché.
En 1867, les duchés de Schleswig et de Holstein sont intégrés à la Prusse dans la province du Schleswig-Holstein. En 1920, l'Empire allemand cède le Schleswig du Nord au Danemark à la suite de la Première Guerre mondiale. Depuis, la frontière germano-danoise n'a pas changé.  